# Línea 1 (Interurbanos Lérida)
La línea 1 de la red de autobuses interurbanos de Lérida es una línea circular de corto recorrido que bordea todo el Centro Histórico de la ciudad de Lérida en aproximadamente 16 minutos.

## Horarios/frecuencias[1]
| Lunes a viernes laborables |             |
| 6:55 - 7:13                |             |
| de 7:31 a 9:44             | cada 7 min  |
| de 9:53 a 14:23            | cada 10 min |
| de 14:31 a 19:05           | cada 7 min  |
| de 19:13 a 21:23           | cada 10 min |
| 21:43                      |             |
| Sábados                    |             |
| 6:55 - 7:13                |             |
| de 7:31 a 21:10            | cada 9 min  |
| 21:28 - 21:46              |             |
| Domingos y festivos        |             |
| de 9:07 a 21:27            | cada 20 min |

## Recorrido
Inicia su recorrido en Avenida de Madrid (Est. d´Autobusos 1) 1 2 3 5 6 7 8 9 10 11 20 Bus Turístico pasando por Avenida de Cataluña (Catalunya 2), Rambla de Aragón (Universitat 1), (Hisenda 1) y Prat de la Riba (Ricard Vinyes-Prat de la Riba) 4 6 7 8 11 con una duración aproximada de 6 minutos.
Continua por (Ensenyança-Prat de la Riba), (Ambulatori), (Est. Renfe - Rambla Ferran) 1 2 3 8 11 20 con una duración aproximada de 6 minutos.
Y sigue por Rambla de Ferran (Audiència), (Pont Vell-Francesc Macià), (Pont Vell-Paeria) y (Cavallers 1) hasta volver otra vez a (Est. d´Autobusos 1) con una duración aproximada de 6 minutos.